# Enrique López Lavigne
Enrique López Lavigne (Madrid, España, 16 de enero de 1967) es un productor de cine español. Ha producido más de 60 largometrajes entre los que se encuentran tres de los más taquilleros de la historia de España. Ha trabajado con frecuencia en largometrajes internacionales. En 2020 fue nombrado Académico de los Premios Óscar. Algunos de sus filmes más destacados son Lo imposible, Un monstruo viene a verme (ambas de Juan Antonio Bayona), 28 semanas después (de Juan Carlos Fresnadillo) o La gran aventura de Mortadelo y Filemón (de Javier Fesser).

## Biografía
López Lavigne pasó su infancia y juventud en el cine, viendo sesiones dobles, decantándose en particular por el género fantástico y por el western, al que es un gran aficionado.
«El western es mi horizonte existencial, la razón por la que respiro y tomo cada decisión. El oeste es la última frontera por conquistar cuando el mundo está ya colonizado. El cine que queda por ver cuando todo está inventado.»
Estudió Derecho en la Universidad Complutense de Madrid. Trabajó como abogado en París y al terminar entró a trabajar en Sogecable, donde se encargó de compras, distribución, y finalmente producción. 
Es un importante coleccionista de fetiches relacionados con el western y fuera de su faceta profesional como productor ha publicado numerosas críticas, reseñas, y artículos en  el periódico de tirada nacional El país y en publicaciones especializadas como Fotogramas o Cinemanía.
Desde el  30 de junio de 2020 es miembro de la Academia de Artes y Ciencias Cinematográficas, organizacióin que anualmente concede los Premios Oscar.

## Vida profesional
Enrique López comienza a producir en la empresa Sogecine de la mano de Fernando Bovaira, al que considera su mentor.  En colaboración con él ejerce de productor ejecutivo en Los amantes del Círculo Polar de Julio Médem, El milagro de P. Tinto de Javier Fesser, y A los que aman, de Isabel Coixet.
En el 2000 comienza su colaboración con el director Juan Carlos Fresnadillo, con el que realiza Intacto, 28 semanas después, e Intruders. La secuela de 28 días después dirigida por Juan Carlos Fresnadillo  obtiene críticas similares a la primera entrega y un excelente rendimiento en taquilla. Con esta película Enrique López Lavigne fija su residencia en Los Ángeles, pero al poco regresa a Madrid para estar junto a su familia.
En 2003 funda Apache Films, en clara referencia a su pasión por el western, para producir proyectos más personales. Y junto a Belén Atienza funda Apaches Entertainment, productora centrada en cine de alto presupuesto con un sello de calidad.
En 2012, se estrenaría la película más compleja de la productora hasta la fecha, Lo imposible, el segundo largometraje de Juan Antonio Bayona, que al estrenarse se convierte en la película más taquillera de la historia en España.
Desde 2016 se encarga a través de Apache Films de la producción de series de televisión para plataformas digitales y se encarga de la segunda temporada de Paquita Salas (para Netflix) y de Vergüenza (para Movistar). 
En la edición de los Premios Goya de 2018 las producciones estrenadas con su productora acaparan un total de 20 nominaciones. Verónica de Paco Plaza es nominada a Mejor Película, algo inusual para el cine de género. «Verónica ha trascendido el género», asegura Lavigne.
En 2018 produce, con Apache Films, la segunda temporada de la serie Vergüenza para Movistar+ y estrena los largometrajes Tu hijo de Miguel Ángel Vivas y Quién te cantará, de Carlos Vermut. Ambas gozan de buenas críticas. Quién te cantará es el tercer largometraje de Carlos Vermut y se estrena con gran expectación tras los premios internacionales al anterior film del director, quién pasó de rodar un largometraje low cost (Diamond flash) a ganar los premios a Mejor Película y Mejor Director en el Festival Internacional de Cine de San Sebastián con Magical Girl. Quién te cantará es, además, la vuelta a la gran pantalla de Najwa Nimri, quien durante ese año gozaba de gran popularidad en España y Latinoamérica gracias a la serie Vis a vis. La banda sonora de Quién te cantará, sin embargo, corre a cargo de la propia Nimri y de la cantante Eva Amaral. La banda sonora fue compuesta por Alberto Iglesias (alzándose con la medalla del Círculo de Escritores Cinematográficos y con la estatuilla de los Premios Feroz). 
En 2019 comienza el rodaje de la tercera temporada de Paquita Salas con Netflix España, y [https://www.elmundo.es/cultura/cine/2019/01/10/5c36356dfc6c83a2178b45a2.html termina la producción de Los Europeos, el cuarto largometraje de Víctor García León, basado en una novela de Rafael Azcona. También se embarca en la vuelta a España del realizador Paco Cabezas tras dirigir este varios capítulos de las series Penny Dreadful y Fear the Walking Dead.
En 2020 estrena para la plataforma en streaming Atresmedia la serie biográfica de Veneno, basada en la biografía de la vedette y colaboradora televisiva Cristina Ortiz, dirigida por "Los Javis".
En el marco de la Berlinale anuncia el lanzamiento de la productora El estudio, de la que forma parte junto a Pablo Cruz (conocido sobre todo por la serie biográfica de Luis Miguel) y Diego Suárez Chialvo. En este marco lanza la serie Crónicas del taco y el largometraje El baile de los 41, la primera película mexicana de temática LGTBI producida para consumo internacional.[cita requerida]
López Lavigne es miembro tanto de la Academia de las Artes y las Ciencias Cinematográficas de EE. UU., que anualmente conceden los Premios Oscar como del Writers Guild of America. También es socio de la Academia de las Artes y las Ciencias Cinematográficas de España. 

## Enrique López Lavigne en la cultura pop
Debido a su popularidad como personaje dentro del cine español, López Lavigne ha sido objeto de varios homenajes y parodias.  Apareció como personaje secundario en Mis problemas con Amenábar,  cómic autobiográfico del crítico Jordi Costa (dibujado por Darío Adanti) publicado inicialmente en el fanzine Mondo Brutto, y más tarde publicado completo en la desaparecida editorial Glènat.  
Hizo el papel de murciélago mensajero en el mediometraje La pájara de Jimina Sabadú y es un personaje recurrente en los tebeos de la publicación underground Pastel de Caca.
Aparece como productor en el largometraje Gora Automatikoa de Esaú Dharma, David Galán Galindo y Pablo Vara. También, como experto en cultura pop, aparece en varios documentales hablando de cine de terror y mundo del espectáculo. 

## Premios
- En 2021 le es concedido el premio Isla Calavera de Honor 2021 en el Festival Isla Calavera.
- En 2021 obtiene el Hamilton Behind Cameras Award L.A. por Lo imposible.
- En 2021 obtiene el Blogo de Oro Premio fila EFE Honorífico.
- En 2019 es nominado a Mejor Película Dramática en los Premios Feroz por Quién te cantará.
- En 2018 la película Quién te cantará opta a la Concha de Oro en el Festival internacional de cine de San Sebastián.
- En 2018 es nominado al Golden Eye en el Festival Internacional de Zúrich por Quién te cantará.
- En 2017 es nominado a Mejor Serie de Comedia en los Premios Feroz por Vergüenza.
- En 2017 es nominado a Mejor Película Cómica en los Premios Feroz por La llamada.
- En 2017 es nominado a Mejor Película Cómica en los Premios Feroz por Selfie.
- En 2017 es nominado a Mejor Película Dramática en los Premios Feroz por Verónica.
- En 2014 ganó el Premio a la Mejor Comedia en los Premios Feroz por Tres bodas de más.
- En 2013 Premio ABYCINE XV aniversario
- En 2013 estuvo nominado a Mejor Película en los Premios Goya por Lo imposible.
- En 2002 estuvo nominado a Mejor Película en los Premios Goya por Lucía y el sexo.
- En 2008 ganó el Premio Eloy de la Iglesia por 28 semanas después.

## Largometrajes producidos
- Voy a pasármelo mejor, de Ana de Alva.
- Amor es amor, de Rob Schneider
- Cuento de pescadores (2025), de Edgar Nito.
- El jockey, de Luis Ortega
- Iván Zulueta: a la búsqueda del fotograma rojo, codirigida por Marta Medina del Valle y el propio Enrique Lavigne.
- Panza de burro (2025), de Sandra Romero.
- A billion to one (2025). Rodrigo Valdés.
- Yo no soy esa, de María Ripoll.
- Hermana Muerte  (2023). Paco Plaza.
- Asedio (2023),  Miguel Ángel Vivas.
- Marea Alta (2022)
- Voy a pasármelo bien (2022), de David Serrano, sobre las canciones de los Hombres G.
- Mi adorado Monster (2021), de Victor Matellano.
- La abuela (2021), de Paco Plaza.
- El baile de los 41 (2020), de David de Pablos.
- Los europeos (2020), de Víctor García León
- Sesión Salvaje (2020), de Paco Limón y Julio César Sánchez.
- Adiós (2019), de Paco Cabezas.
- The Sisters Brothers (2018), de Jacques Audiard.
- Quién te cantará (2017), de Carlos Vermut.
- Maus (2017), de Yayo Herrero.
- Oro (2017), de Agustín Díaz Yanes.
- La llamada (2017), de Javier Ambrossi y Javier Calvo.
- Verónica (2017), de Paco Plaza.
- Selfie (2017), de Víctor García León.
- Un monstruo viene a verme (2016), de Juan Antonio Bayona.
- Toro (2016), de Kike Maíllo.
- Out of the dark (2014), de Lluís Quílez.
- Purgatorio (2014), de Pau Teixidor.
- Open Windows (2014), de Nacho Vigalondo.
- Faraday (2013), de Norberto Ramos del Val.
- Tres bodas de más (2013), de Javier Ruiz Caldera.
- Gente en sitios (2013), de Juan Cavestany.
- Lo imposible (2012), de Juan Antonio Bayona.
- Fin (2012), de Jorge Torregrossa.
- Verbo (2011), de Eduardo Chapero Jackson.
- Intruders (2011), de Juan Carlos Fresnadillo.
- Extraterrestre (2011), de Nacho Vigalondo.
- Caótica Ana (2007), de Julio Medem.
- 28 semanas después (2007), de Juan Carlos Fresnadillo.
- El asombroso mundo de Borjamari y Pocholo (2004), de Juan Cavestany y Enrique López Lavigne.
- La gran aventura de Mortadelo y Filemón (2003), de Javier Fesser.
- Guerreros (2002), de Daniel Calparsoro.
- Intacto (2001), de Juan Carlos Fresnadillo.
- Lucía y el sexo (2001), de Julio Medem.
- Nadie conoce a nadie (1999), de Mateo Gil.
- El milagro de P. Tinto (1998), de Javier Fesser.
- A los que aman (1998), de Isabel Coixet.
- Los amantes del círculo polar (1998), de Julio Medem.
- La ardilla roja (1993), de Julio Medem.
- Vacas (1992), de Julio Medem.

### Series de TV
- Sonoro (2024).
- Quién lo mató (2024).
- El buki (2022), protagonizado por Marc Anthony.
- Al grito de guerra (2022).
- Marea Alta, de Antón Goenechea.
- El caso Cassez-Vallarta: una novela criminal, adaptación de la novela de Jorge Volpi, (ganadora del Premio Alfaguara de Novela) sobre la detención en directo de Florence Cassez e Israel Vallarta en relación sobre la ola de secuestros en México.
- Pena Ajena, adaptación de la serie española Vergüenza de Álvaro Fernández Armero y Juan Cavestany.
- Veneno (2020/2021), de Javier Ambrossi y Javier Calvo.
- Crónicas del Taco (2019/2022).
- Vergüenza T3 (2020), de Juan Cavestany y Álvaro Fernández Armero.
- Paquita Salas T3 (2019), de Javier Ambrossi y Javier Calvo.
- Vergüenza T2 (2018), de Juan Cavestany y Álvaro Fernández Armero.
- Paquita Salas T2 (2017), de Javier Ambrossi y Javier Calvo.
- Vergüenza (2017), de Juan Cavestany y Álvaro Fernández Armero.